# Alfons Gwis
Alfons Gwis (ur. 21 czerwca 1908 w Łodzi, zm. 11 października 1995) – polski prawnik i działacz ludowy, poseł na Sejm Ustawodawczy (1947–1952).
Po ukończeniu szkoły pracował na roli i jako tkacz-chałupnik. W 1923 brał czynny udział w wiecach politycznych. W 1926 wstąpił do ZMW RP "Wici". Po odbyciu służby wojskowej pracował w Łodzi w fabryce, wieczorami uczęszczając do szkoły włókienniczej, gdzie w 1934 ukończył kierunek tkactwo. Działał w Stronnictwie Ludowym, z ramienia którego uzyskał w 1947 mandat posła na Sejm Ustawodawczy w okręgu Koźle.